# Corravillers
Corravillers település Franciaországban, Haute-Saône megyében. Lakosainak száma 164 fő (2022. január 1.). Corravillers Ferdrupt, Rupt-sur-Moselle, Beulotte-Saint-Laurent, Esmoulières, La Longine és La Rosière községekkel határos.

## Népesség
A település népességének változása:
| Lakosok száma | 195  | 190  | 192  | 190  | 191  | 191  | 183  | 173  | 164  |
|               | 2013 | 2015 | 2016 | 2017 | 2018 | 2019 | 2020 | 2021 | 2022 |